# Ожол
Ожол (пол. Orzoł) — село в Польщі, у гміні Бараново Остроленцького повіту Мазовецького воєводства.
Населення — 161 особа (2011).
У 1975-1998 роках село належало до Остроленцького воєводства.

## Демографія
Демографічна структура станом на 31 березня 2011 року:
|          | Загалом | Допрацездатний вік | Працездатний вік | Постпрацездатний вік |
| -------- | ------- | ------------------ | ---------------- | -------------------- |
| Чоловіки | 66      | 12                 | 43               | 11                   |
| Жінки    | 95      | 20                 | 49               | 26                   |
| Разом    | 161     | 32                 | 92               | 37                   |